# Окубо, Ёсито
Ёсито О́кубо (яп. 大久保 嘉人; род. 9 июня 1982[…], Фукуока) — японский футболист, нападающий клуба «Токио Верди». В 2003—2014 годах выступал за сборную Японии, сыграв 60 матчей, в которых забил 6 голов. В составе олимпийской сборной Японии участвовал в Олимпиаде 2004 года в Афинах.

## Достижения
Командные
«Вольфсбург»
- Чемпион Германии: 2008/09

Личные
- Молодой футболист года Азии: 2003[3]
- Лучший бомбардир Джей-лиги (3): 2013, 2014, 2015
- В символической сборной Джей-лиги (3): 2013, 2014, 2015